# Donya Farahani
Donya Farahani (* um 1987 in Braunschweig) ist eine deutsche Journalistin, Hörfunk- und Fernsehmoderatorin.

## Leben
Farahani wurde in Braunschweig geboren und wuchs in Bochum, Aachen und Düsseldorf auf. Nach dem Abitur studierte sie an der Universität Köln Wirtschaftsinformatik und schloss das Studium 2010 mit Diplom ab. Sie ist zertifizierte Software-Testerin (ISTQB). Während ihres Studiums moderierte Farahani beim Kölner Hochschulradio Kölncampus.

## Karriere
Seit 2011 arbeitet Donya Farahani in verschiedenen Redaktionen und Funktionen für den WDR und beim Deutschlandfunk. Von 2014 bis 2015 absolvierte sie das Programmvolontariat des WDR.

### Fernsehen
Als Autorin und On-Reporterin ist Donya Farahani seit 2016 für die Reportage-Reihe „Donya Unterwegs im Westen“ (ehemals Hier und heute mit Donya) im Einsatz. In der Reportagereihe taucht Farahani eine Woche lang in verschiedene Lebenswelten ein. Für ihre erste Reportage teilte sie eine Woche lang das Zimmer mit einer dementen Frau in einer sog. Alzheimer-WG. Dafür erhielt sie den Journalistenpreis Demenz 2018 der Diakonie. Ihre Reportage aus einem Bordell am Niederrhein gehört zu den erfolgreichsten Filmen im Dokukanal des WDR auf YouTube.
Seit 2019 moderierte Farahani verschiedene Unterhaltungsformate im WDR-Fernsehen, darunter die Reportage-Reihe „Zum Frühstück bei...“, in der sie Prominente einen Tag lang begleitet und persönliche Einblicke in ihr Leben gewinnt. Darüber hinaus moderiert sie die WDR-Talk- und Spielshow „Haussitter gesucht“, in der ein Haussitter für ihre Wohnung gesucht wird. Prominente Bewerber bewerben sich dafür und treten in Spielen gegeneinander an. 2021 moderierte Farahani das Dokutainment-Format „Ist nicht wahr – ein unglaublicher Roadtrip“ mit prominenten Gäste wie Abdelkarim, Meltem Kaptan und Özcan Cosar. Ebenfalls seit 2021 hostet Farahani die WDR-Reihe „Das Gleiche in Grün“, in der nachhaltige Alternativen zu Alltagsprodukten vorgestellt werden, etwa Sneaker oder Kosmetik. Außerdem präsentiert sie die Verbraucherreihe „ECHT?“, in der die Nachhaltigkeitsversprechen von Produkten oder Marken kritisch hinterfragt werden. Die Folge „CBD – Ein Mittel gegen alles“ wurde mit dem Journalistenpreis der Verbraucherzentrale NRW ausgezeichnet.
In den Jahren 2020 und 2023 führte Farahani als Moderatorin durch die Show zur Verleihung von Deutschlands größtem Musikpreis, der 1Live Krone 2023
2023 moderierte sie auch die Hauptbühne des Cologne Pride (CSD) auf dem Kölner Heumarkt.

### Hörfunk
Seit 2011 arbeitete Farahani als Reporterin und Autorin für WDR Cosmo (ehemals Funkhaus Europa), zunächst schwerpunktmäßig an Netz- und Digitalthemen. Von 2013 bis 2014 war sie Redakteurin bei 1Live, der jungen Welle des WDR. Dort moderierte sie auch die Nachrichten.
Von 2016 bis 2019 moderierte Farahani bei Deutschlandfunk Nova. Seit 2020 ist sie Moderatorin bei Deutschlands größtem Jugendradiosender 1Live.
Für die ARD Audiothek hostet sie seit 2024 den Podcast „OMG - meine Mudder“. Dabei werden  prominente Gäste damit überrascht, dass auch ihre Mutter Teil des Interviews ist.

### Filmauswahl
- Alter und Demenz - Eine Woche in der Alzheimer-WG auf YouTube
- Sex gegen Geld? Eine Woche im Bordell auf YouTube
- Viel Herz für wenig Lohn? Eine Woche als Krankenschwester auf YouTube
- Wir lieben Euren Müll! Donya unterwegs mit den Jungs der Krefelder Müllabfuhr auf YouTube
- ARD-Mediathek: CBD - ein Mittel gegen alles - ECHT?

### Unterhaltungsshows
- WDR-Mediathek: Haussitter gesucht! – Donya castet Promis beim Talk in DownTown